# Olympe Pélissier
Pour les articles homonymes, voir Pélissier.
Olympe Pélissier (née Olympe Louise Alexandrine Descuilliers à Paris le 9 mai 1799 et morte le 22 mars 1878 à Paris) était le modèle du peintre Horace Vernet. 

## Biographie
Elle pose notamment pour lui en 1830, pour une étude du personnage de Judith dans le tableau Judith et Holopherne. Elle est également la seconde femme de Gioachino Rossini qu'elle épouse le 16 août 1846, après avoir été, vers 1830, l'une des liaisons passagères d'Honoré de Balzac.
Sous la Restauration, Olympe Pélissier est une personnalité très en vue à Paris, où elle tient salon. Parmi ses admirateurs, elle compte Émile de Girardin, le baron Schikler, oscillant entre le monde des salons et le demi-monde des femmes entretenues. Elle rencontre Rossini en 1840, au moment où il se sépare de sa première femme, Isabella Colbran. Olympe prend alors en main les affaires du compositeur, et cela jusqu'à la mort d'Isabella. Elle vit ensuite avec Rossini à Passy.
Elle est enterrée au cimetière du Père-Lachaise (4e division) où est inhumé Gioachino Rossini jusqu'en 1887.

## Postérité
En 1974, son personnage est interprété par Claudine Coster dans un téléfilm retraçant la vie d'Eugène Sue, sur un scénario de Jean-Louis Bory et une réalisation de Jacques Nahum. Le rôle d'Eugène Sue y est interprété par Bernard Verley et celui de Balzac par Jacques Ferrière. En 1991, dans le film de Mario Monicelli Rossini ! Rossini ! c'est Sabine Azéma qui interprète le rôle d'Olympe Pélissier (Rossini est joué par Philippe Noiret).